# Los panchitos
Los panchitos —oficialmente Sex Panchitos Punk— fueron una pandilla («banda») juvenil originaria de las alcaldías Álvaro Obregón, Cuajimalpa y Miguel Hidalgo al poniente de la Ciudad de México, que tuvo su mayor auge en los años 80 y 90.

## Historia

### Contexto
México atravesó diversas crisis económicas durante los años 70 y 80. En ese contexto, el crecimiento demográfico de la Ciudad de México se dio en distintas zonas hasta entonces periféricas como las zonas de Tacubaya,  Observatorio, Cuajimalpa y Santa Fe, mismas que comenzaban a poblarse de manera irregular tras ser zonas rurales. En la Ciudad de México desde los años 50 y 60 existen diversos registros históricos sobre el fenómenos de las pandillas —llamadas «bandas» en el contexto local. Gomezjara reconoce algunas de ellas.

“Los chicos malos de Peralvillo”, “Los gatos” y “Los charros negros” de la colonia Pensil, “Los feos” de la Anahuac, “Los caifanes” de Tacuba y “Los roquets” de la Industrial y Lindavista

La primera mitad de los años 70 se verá dominada por el poderío de la banda "Los nazis", originaria de la colonia Portales, en la alcaldía Benito Juárez para dar paso a la segunda mitad de los años 70 y 80 con Los panchitos. Los integrantes de estas agrupaciones por extensión eran llamados popularmente «chavos banda», término que se popularizaría al igual que «panchito» como sinónimo de pandillero en la capital mexicana.

### Desarrollo
Los panchitos nacieron hacia 1978. Existen diversas versiones sobre el nombre de la banda, siendo el más común que sus primeros integrantes, habitantes de la colonia Hidalgo en la alcaldía Álvaro Obregón, en la zona de Observatorio, eran de nombre Francisco además de fanáticos de la música de los Sex Pistols como cuenta uno de sus integrantes Fidel Pérez «El chivo crazy». José Luis Moreno «El hacha», uno de sus líderes históricos, afirma que por pertenencia e identidad los miembros de la banda comenzaron a llamarse entre sí mismos «panchitos» al identificarse como parte del grupo. El sitio histórico de reunión de la banda fue el mirador de la calle Henequén en la colonia Hidalgo.
En su punto de mayor auge, la pandilla integró a 500 personas de todas las edades, incluyendo menores de edad, tanto hombres como mujeres de clases bajas que encontraban en la banda un sitio de pertenencia y de afecto. Las personas integrantes de la banda se «juntaban» en Los panchitos huyendo de la pobreza, la violencia intrafamiliar y el maltrato del que eran víctimas. Los identificaba el gusto por el rock, el heavy metal y el rock urbano. La banda acudiría con frecuencia a los llamados hoyos fonky, sitios clandestinos donde se organizaban festivales de rock tras la censura al género iniciada por el gobierno de Luis Echeverría Álvarez.
Pese a la criminalización de la que fueron objeto por parte de la policía de la Ciudad de México que les atribuían los crímenes en la ciudad, por entonces dirigida por Arturo Durazo, Los panchitos cometían robos a tiendas, a camiones de refrescos y cervezas, secuestros de autobuses, riñas callejeras y organizaban fiestas con consumo de alcohol y drogas. El código de conducta de Los panchitos establecía «nunca portar armas blancas, pistolas o cometer violaciones» o robar a los vecinos de las colonias donde existían.
Su máximo rival fueron los BUKs o Bandas Unidas Kiss de Tacubaya, con quienes protagonizaron diversas batallas campales por el territorio del poniente, mismas que quedaron retratadas en la película de 1986, La banda de los panchitos. Hacia 1981 el recrudecimiento de la brutalidad policial hacia los jóvenes con operativos ilegales y razzias hace que Los panchitos y otras bandas resistieran la represión policiaca que les cometía detenciones arbitrarias, secuestros y encarcelamientos injustificados. Ante la resistencia Durazo no tuvo alternativa más que negociar en mesas con los líderes, pero igualmente, a reprimirlos y a  encarcelar selectivamente a sus miembros más reconocidos. El 4 de diciembre de 1981, un ataque con fuego a dos jóvenes escandaliza a las autoridades, y al ocurrir al poniente de la ciudad es atribuido a Los panchitos. Ello desata un operativo de grandes dimensiones en colonias como El Cuernito, Lomas de Becerra, Pólvora, Cristo Rey y otras, zonas de control de Los panchitos, provocando detenciones masivas y el encarcelamiento de decenas de integrantes de la banda. El 14 de mayo de 1982 otro operativo encabezado por Durazo ocasiona 20 detenciones más.
Como forma de reivindicación hacia la sociedad, Los panchitos colaboraron en los rescates de víctimas por el terremoto del 19 de septiembre de 1985. La banda se extinguió a principios de los años 90.

## Impacto en la cultura
Como en otros procesos sociales relacionados con jóvenes, pandillas y grupos subalternos, los medios de comunicación dieron a Los panchitos una cobertura amarillista tales como Televisa, quienes daban cuenta de la existencia de problemáticas capitalinas enfatizando en la atención a las bandas y en las poblaciones callejeras. Medios sensacionalistas y de nota roja como La Prensa y Alarma! daban cobertura frecuente a las acciones de Los panchitos creando una imagen de la banda de extrema violencia y colaborando en la imagen que le fue útil a la policía de Arturo Durazo para justificar acciones ilegales de exterminio hacia la banda. Incluso, la prensa les atribuyó hechos en los que la banda no estuvo absolutamente involucrada. Ya desintegrados como banda, Los panchitos han insistido en deslindarse de muchas de las acciones que les fueron atribuidas.
El culmen de dicho amarillismo de la visión mediática hacia Los panchitos sería la película La banda de los panchitos de 1986, misma que tanto los propios protagonistas de los hechos como críticos de cine califican de falsa, exagerada y fuera de la realidad.